# Françoise Tisseur
Pour les articles homonymes, voir Tisseur.
Françoise Tisseur est une mathématicienne française, spécialiste en analyse numérique et professeur d'analyse numérique, à l'École de mathématiques de l'université de Manchester (en) au Royaume-Uni.

## Carrière
Elle travaille en algèbre linéaire numérique (en) et, en particulier, sur les problèmes de valeurs propres non-linéaires (en) et des problèmes de matrices structurées, y compris le développement d'algorithmes et de logiciels,.
Elle est diplômée de l'université Jean-Monnet-Saint-Étienne, en France, d'où elle a acquis une maîtrise en mathématiques de l'ingénieur en 1993, un diplôme d'études approfondies en 1994, et un doctorat en analyse numérique en 1997, avec une thèse intitulée Méthodes numériques pour le calcul d'éléments spectraux : étude de la précision, de la stabilité et de la parallélisation.
Elle a contribué aux logiciels de LAPACK, ScaLAPACK (en), et la distribution de MATLAB.
Françoise Tisseur est membre des comités de rédaction des revues SIAM Journal on Matrix Analysis and Applications et IMA Journal of Numerical Analysis.

## Prix et distinctions
Tisseur a reçu en 2010 le prix Whitehead par la London Mathematical Society pour ses travaux de recherche en algèbre linéaire numérique, y compris les problèmes de matrices structurées et les valeurs propres de polynômes.

Elle a reçu pour l'année 2011-2012 le prix Adams de l'université de Cambridge pour son travail sur les problèmes de valeurs propres de polynômes.
En 2019, elle est la lauréate de la Olga Taussky-Todd Lecture au Congrès international de mathématiques industrielles et appliquées (ICIAM) de Valence,.
En 2020, elle est la lauréate du prix Fröhlich.

## Publications
- « MathSciNet » (consulté le 25 octobre 2010)
- « Zentralblatt MATH » (consulté le 25 octobre 2010)
- « ResearcherID » (consulté le 25 octobre 2010)
- « Google Scholar » (consulté le 27 août 2012)